# Hwair

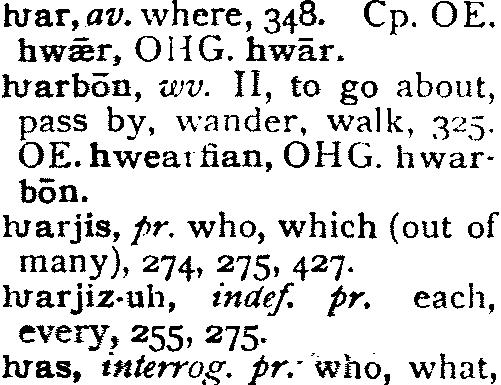
Parte de un texto donde se puede encontrar la hwair.

Hwair (Ƕ ƕ; conocida también como ƕair (hvair o uuaer) es una letra utilizada en muchos alfabetos latinos de la Edad Media, y es utilizada actualmente en la transcripción de documentos escritos en Alfabeto Gótico a medios digitales.
Si se le añadía una barra horizontal en su parte inferior o superior, era utilizada también como número, el 700, imitando el proceder de los griegos de utilizar letras como números.
Se conoce su nombre y fonema, gracias a una recopilación de caracteres góticos hecha en el siglo IX, llamada "Manuscrito de Alcuin" conocido en el medio histórico como "Codex Vindobonensis 795".
Su sonido, aunque inexistente en el español, es algo así como un "jua"; muchos angloparlantes (algunos dialectos) poseen este fonema, representado como [ʍ] y lo podemos encontrar en palabras como "what" (wh).
En la tabla de caracteres Unicode (presente en los ordenadores actuales) podemos encontrar la letra Hwair: U+0195 para la minúscula (ƕ), y U+01F6 para la mayúscula (Ƕ).
- Datos: Q396827
- Multimedia: Ƕ / Q396827